# Leiobunum bogerti
Leiobunum bogerti is een hooiwagen uit de familie Sclerosomatidae.